# Pierre Cohen
Pour les articles homonymes, voir Cohen.
Pierre Cohen, né le 20 mars 1950 à Bizerte en Tunisie, alors protectorat français, est un homme politique français, député socialiste de 1997 à 2012, maire de Toulouse et président de la communauté urbaine de Toulouse Métropole de 2008 à 2014.

## Biographie
Fils d'une catholique française et d'un militaire juif tunisien, qu'il suit en Allemagne en 1958 puis à Mazamet en 1964, Pierre Cohen obtient, après son bac en 1968, un doctorat en informatique à l'université Paul-Sabatier de Toulouse, et devient ingénieur de recherche en informatique à l'Institut de recherche en informatique de Toulouse (IRIT), jusqu'en 1997.
Membre du Parti socialiste depuis 1974, il milite au sein du Centre d'études, de recherches et d'éducation socialiste (CERES). Élu conseiller municipal à Ramonville-Saint-Agne en 1983, il est d'abord chargé de la petite enfance avant d'en devenir maire en 1989. Impliqué dans les politiques de préventions au GIP et CISD, il est aussi à l'origine du Festival de rue de Ramonville. Conseiller régional entre 1986 et 1992, il se met en congé du Parti socialiste un temps après l'entrée de la France dans la guerre du Golfe. Il vote ensuite « non » au référendum sur le traité de Maastricht, mais ne rejoint pas Jean-Pierre Chevènement au Mouvement des citoyens, et se rapproche de Lionel Jospin en 1995.
Il est élu député en 1997 dans la 3e circonscription de la Haute-Garonne. Réélu en 2002, puis en 2007, il est membre de l'Office parlementaire d'évaluation des choix scientifiques et technologiques. Après avoir été membre pendant commission de la production et des échanges de 1997 à 2002, il siège de 2004 à 2008 à la commission des affaires économiques, de l'environnement et du territoire où il a particulièrement défendu les questions liées à la recherche et à l'enseignement supérieur, il a ensuite terminé son parcours à l'Assemblée nationale en tant que membre de la commission des affaires étrangères.
Il a également participé à la création du groupe parlementaire Espace, destiné à défendre la recherche, l'industrie et les applications spatiales françaises et européennes.
Le 16 mars 2008, à la tête d'une liste unitaire de la gauche (PS, PCF, MRC, PRG, Verts), il devance au second tour des municipales à Toulouse le maire sortant Jean-Luc Moudenc (50,42 % contre 49,58 % soit avec seulement 1 209 voix d'avance). Cette victoire, qui s'inscrit dans un contexte national favorable à l'opposition de gauche, marque la première élection d'un maire socialiste depuis 1971.
Le 11 avril 2008, il devient président de la communauté urbaine du Grand Toulouse.
Le 30 mars 2014, sa liste PS-PCF-PRG-MRC est battue par la liste de Jean-Luc Moudenc UMP-UDI-MoDem qui obtient 52,06 % des voix et 53 sièges aux élections municipales de Toulouse. Sa liste n'obtenant que 16 sièges, il n'est pas réélu maire après les élections municipales de 2014 à Toulouse.
Il soutient Benoît Hamon lors de la primaire citoyenne de 2017. Après sa victoire à la primaire, il est nommé responsable thématique « Innovation territoriale » de sa campagne présidentielle,. En avril 2018, il quitte le PS avec une vingtaine d'élus et de militants pour rejoindre Génération.s de Benoît Hamon.
Il se présente aux élections municipales toulousaines de 2020. Sa liste, « Pour la cohésion - L'autre choix » arrive en quatrième position et obtient 5,66 % des suffrages lors du premier tour organisé le 15 mars 2020.

## Prises de position
En 2012, il déclare « Tout ce qui est nationaliste, Front national ou autre, je considère que réduire leur présence voire l'éradiquer, c’est important. Il y a deux moyens : par la loi et le rapport de force physique, qui montrent que l’on est très majoritairement contre, mais aussi par le combat idéologique. » Ces propos lui valent d'être dans le « collimateur » du groupe d'extrême droite Bloc identitaire, d'après Les Inrockuptibles.

## Synthèse des fonctions et mandats

### À l'Assemblée nationale
- 12 juin 1997 - 19 juin 2012 : député de la troisième circonscription de la Haute-Garonne (réélu le 16 juin 2002 et le 17 juin 2007)
- 1er août 2007 au 9 octobre 2008 : Membre titulaire du Haut conseil du secteur public
- 1er août 2002 au 19 juin 2007 : Membre titulaire du Haut conseil du secteur public

### Au niveau local
- 6 mars 1983 - 12 mars 1989 : conseiller municipal de Ramonville-Saint-Agne
- 20 mars 1989 - 18 juin 1995 : maire de Ramonville-Saint-Agne
- 25 juin 1995 - 18 mars 2001 : maire de Ramonville-Saint-Agne
- 18 mars 2001 - 16 mars 2008 : maire de Ramonville-Saint-Agne
- 20 mars 1989 - 16 mars 2008 : Membre de la communauté d'agglomération de Toulouse Sud-Est (Sicoval)
- 21 mars 2008 - 4 avril 2014 : maire de Toulouse
- 11 avril 2008 - 24 avril 2014 : président de la Communauté urbaine de Toulouse Métropole
- 4 avril 2014 - 28 juin 2020 : Conseiller municipal de Toulouse et Conseiller métropolitain de Toulouse Métropole.

### Au niveau régional
- 17 mars 1986 - 22 mars 1992 : conseiller régional de Midi-Pyrénées

## Synthèse des résultats électoraux

### Élections législatives
| Année | Parti  | Parti | Circonscription        | 1er tour | 1er tour | 1er tour | 2d tour | 2d tour | Issue |
| Année | Parti  | Parti | Circonscription        | Voix     | %        | Rang     | Voix    | %       | Issue |
| ----- | ------ | ----- | ---------------------- | -------- | -------- | -------- | ------- | ------- | ----- |
| 1997  |        | PS    | 3e de la Haute-Garonne | 17 230   | 34,55    | 1er      | 28 826  | 55,35   | Élu   |
| 2002  | 20 281 | PS    | 3e de la Haute-Garonne | 36,28    | 2e       | 26 552   | 51,05   | Élu     |       |
| 2007  | 20 550 | PS    | 3e de la Haute-Garonne | 37,43    | 1er      | 31 045   | 57,26   | Élu     |       |

### Élections municipales
Les résultats ci-dessous concernent uniquement les élections où il est tête de liste.
| Année | Liste          | Liste             | Commune  | 1er tour | 1er tour | 1er tour | 2d tour | 2d tour | 2d tour | Sièges obtenus                          | Sièges obtenus                          |
| Année | Liste          | Liste             | Commune  | Voix     | %        | Rang     | Voix    | %       | Rang    | CM                                      | TM                                      |
| ----- | -------------- | ----------------- | -------- | -------- | -------- | -------- | ------- | ------- | ------- | --------------------------------------- | --------------------------------------- |
| 2008  |                | PS-PCF-LV-PRG-MRC | Toulouse | 52 455   | 39,00    | 2e       | 73 414  | 50,42   | 1er     | 52 / 69                                 | NC                                      |
| 2014  | PS-PCF-PRG-MRC | 41 851            | Toulouse | 32,26    | 2e       | 67 869   | 47,94   | 2e      | 16 / 69 | 16 / 67                                 |                                         |
| 2020  |                | G·s-GRS-MRC       | Toulouse | 5 000    | 5,66     | 4e       | 51 564  | 48,01   | 2e      | Fusion avec les autres listes de gauche | Fusion avec les autres listes de gauche |